# 古敢水族乡
古敢水族乡是中华人民共和国云南省曲靖市富源县下辖的一个民族乡。

## 行政区划
古敢水族乡下辖以下村级行政区划单位：
古敢村、沙营村和补掌村。